# Gerit Kling

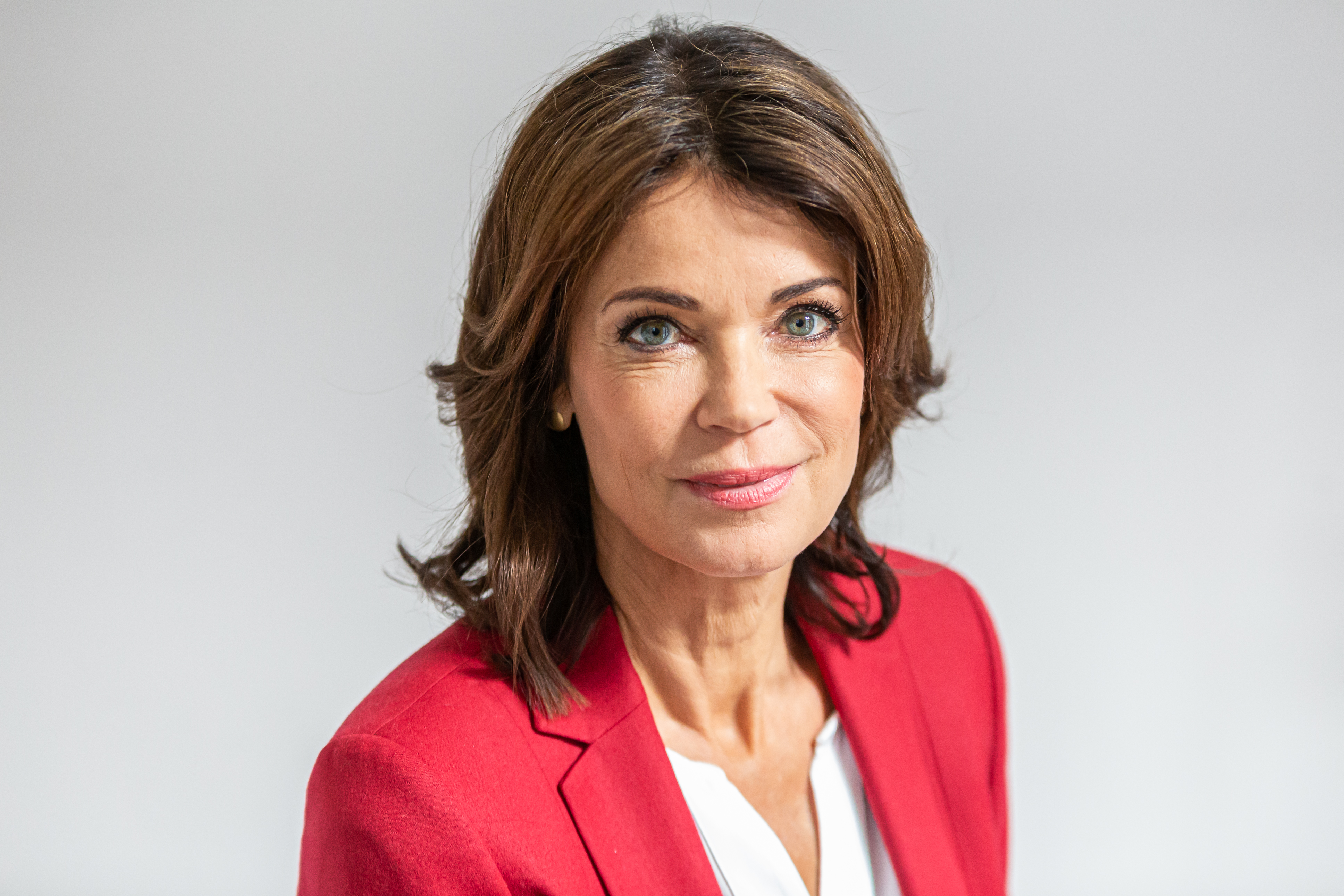
Gerit Kling (2018)

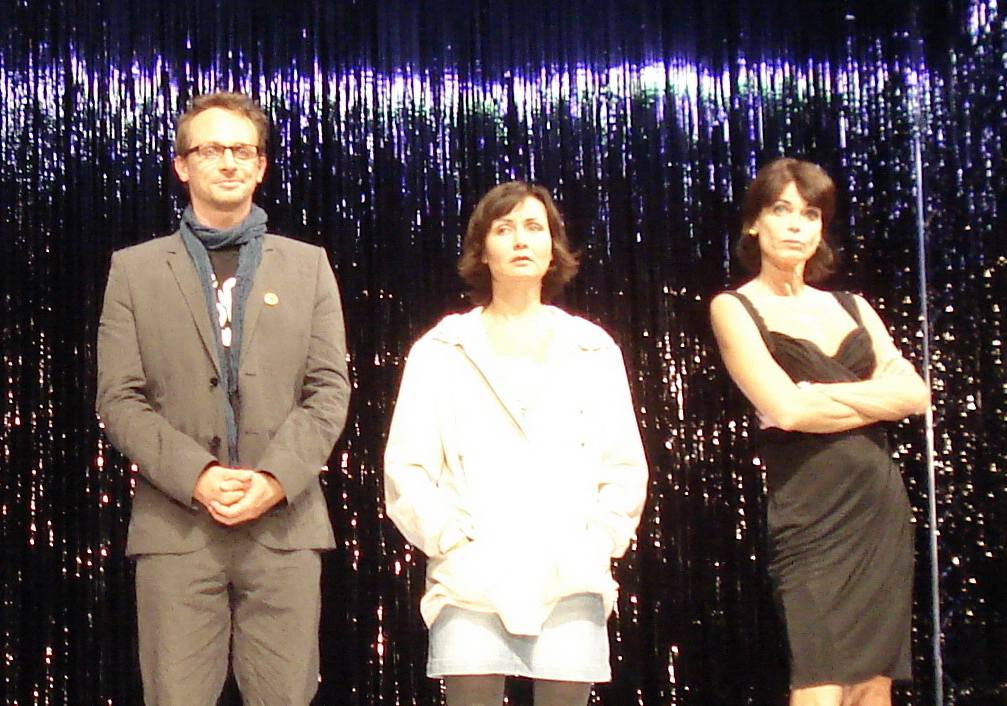
Tobias Schulze (links), Astrid Rashed (Mitte) und Gerit Kling (rechts) auf der Bühne des Kudammtheaters (2009)

Gerit Kling (* 21. April 1965 in Altenburg) ist eine deutsche Schauspielerin und Synchronsprecherin.

## Leben und Karriere
Kling wuchs gemeinsam mit ihrer fünf Jahre jüngeren Schwester, der Schauspielerin Anja Kling, seit 1975 in Wilhelmshorst bei Potsdam auf. Ihr Vater war bis 2007 Atelierchef im DEFA-Studio für Dokumentarfilme Babelsberg, ihre Mutter ist Kunsterzieherin. Im Alter von fünf Jahren stand sie erstmals für Konrad Wolfs Film Goya vor der Kamera. Ab 1982 absolvierte sie ein Schauspielstudium an der Hochschule für Schauspielkunst „Ernst Busch“ Berlin. Bevor sie kurz vor dem Fall der Mauer gemeinsam mit ihrer Schwester über die Tschechoslowakei in den Westen floh, folgten mehrere Theaterengagements, so am Deutschen Theater Berlin, am Brandenburger Theater, am Mecklenburgischen Staatstheater Schwerin; nach der Wende folgten Engagements am Staatstheater Nürnberg und im Theater am Kurfürstendamm in Berlin sowie für zahlreiche Fernsehserien, in denen sie sich besonders in Ärztinnenrollen profilierte. Zwei dieser Ärztinnenrollen sind die der Notärztin Dr. Maren Maibach, die sie von 1996 bis 2001 in der ZDF-Rettungs- und Actionserie Die Rettungsflieger spielte, und die der Stationsärztin Dr. Jasmin Jonas, die sie seit 2007 in der ZDF-Polizeiserie Notruf Hafenkante spielt. Bei den Störtebeker-Festspielen auf Rügen spielte sie 2006 die Gräfin von Dooren.
Gerit Kling hat aus einer zwölfjährigen Beziehung mit Matthias Wien einen Sohn (* 1996). Von 2001 bis 2016 war Kling mit einem Arzt verheiratet. 2016 heiratete sie in zweiter Ehe den Vermögensberater Wolfram Becker.

## Filmografie (Auswahl)

### Kinofilme
- 1971: Goya
- 1972: Hund über Bord (Dobrodruzství na labi, Kurzfilm)
- 1988: Ich liebe dich – April! April!
- 1989: Der Bruch
- 1989: Grüne Hochzeit
- 1989: Zwei schräge Vögel
- 1990: Der Streit um des Esels Schatten
- 1992: Go Trabi Go 2
- 2000: The Sea Wolf
- 2006: Wo ist Fred?
- 2013: Kaiserschmarrn

### Fernsehen
- 1971: Anlauf (Fernsehfilm)
- 1987: Der Staatsanwalt hat das Wort: Um jeden Preis
- 1988: Fröhliche Chaoten
- 1988: Der Geisterseher
- 1988–1990: Barfuß ins Bett (Fernsehserie)
- 1991: Polizeiruf 110: Todesfall im Park (Fernsehreihe)
- 1990: Luv und Lee  (Fernsehserie)
- 1992–1996: Immer wieder Sonntag
- 1994: Die Gerichtsreporterin
- 1994: Elbflorenz
- 1995: Die Straßen von Berlin – Dunkelrote Rosen (Fernsehserie)
- 1996: Wer hat Angst vorm Weihnachtsmann?
- 1996–2001: Die Rettungsflieger (Fernsehserie)
- 1997–1998: Unser Charly (Fernsehserie)
- 1998–2011: Das Traumschiff (Fernsehserie, 5 Folgen)
- 1998: Schlosshotel Orth (Fernsehserie, 1 Folge)
- 1999: Rosamunde Pilcher: Klippen der Liebe
- 2000: Zurück auf Los!
- 2000: Für alle Fälle Stefanie – Stephanies Rückkehr
- 2001: Offroad.TV
- 2001: In aller Freundschaft (Fernsehserie, Folge 123/124)
- 2002: Stubbe – Von Fall zu Fall: Das vierte Gebot
- 2002: Die Affäre Semmeling
- 2002: Nicht ohne meinen Anwalt
- 2002: Im Namen des Gesetzes
- 2002–2003: Herzschlag – Das Ärzteteam Nord (Fernsehserie)
- 2003: Polizeiruf 110: Doktorspiele (Fernsehreihe)
- 2004: Ferienarzt in der Wachau
- 2005: Irren ist sexy
- 2005: Hallo Robbie! – Das Marathonschwimmen
- 2005: Unter weißen Segeln – Odyssee der Herzen
- 2006: Meine bezaubernde Feindin
- 2006: Unter weißen Segeln – Frühlingsgefühle
- 2006: Unter weißen Segeln – Träume am Horizont
- 2006: Da kommt Kalle (Fernsehserie, Folge Familienbande)
- seit 2007: Notruf Hafenkante (Fernsehserie)
- 2007: Die Masche mit der Liebe
- 2008: Kreuzfahrt ins Glück: Hawaii
- 2008: Unser Charly (Fernsehserie)
- 2009: Am Kap der Liebe – Unter der Sonne Uruguays (Fernsehfilm)
- 2009: Alarm für Cobra 11 – Die Autobahnpolizei (Fernsehserie, Folge Der Panther)
- 2010: Die Grenze
- 2011: Stankowskis Millionen
- 2016: SOKO Leipzig – Neues Leben
- 2018: Ein starkes Team – Preis der Schönheit
- 2019: Rote Rosen (Fernsehserie)
- 2021: In aller Freundschaft – Die jungen Ärzte (Fernsehserie, Folge Vertrauensverlust)
- 2023: Inga Lindström: Einfach nur Liebe (Fernsehreihe)
- 2023: Schule am Meer – Familienbande (Fernsehfilm)

### Synchronisation (Auswahl)
- 2006: Emergency Room – Die Notaufnahme (Episode: Niemandskind, Staffel 12)
- 2014–2017: The Strain (Fernsehserie)

## Bücher
- 2004: Kinderbuch mit CD Unser großes Haus
- 2020 (mit Anja Kling): Dann eben ohne Titel... Wir konnten uns mal wieder nicht einigen: Zwei Schwestern, eine Geschichte